# Fracture de la mâchoire

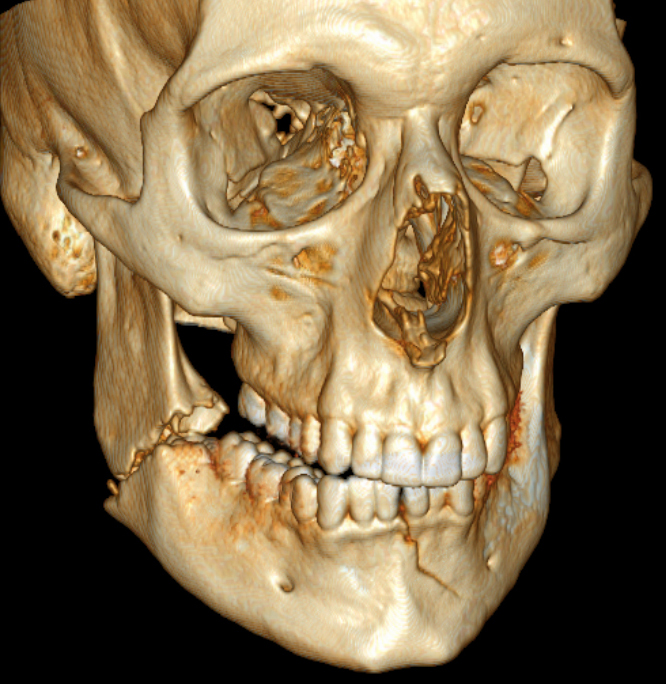
Image tomographique calculée en 3D d'une fracture de la mandibule en deux endroits.

Une fracture de la mâchoire ou fracture de la mandibule est une fracture de la mandibule. C'est un type de fracture qui est essentiellement provoqué par des chocs traumatiques (choc sportif, trauma lié à la route, bagarres, etc) et très peu par d'autres causes comme des cancers ou de l'ostéoporose. De ce fait, ce type de fracture se retrouve majoritairement chez la population masculine.

## Types de fracture
Classiquement, on distingue les fractures de mandibule en plusieurs catégories qui se regroupent plus ou moins:

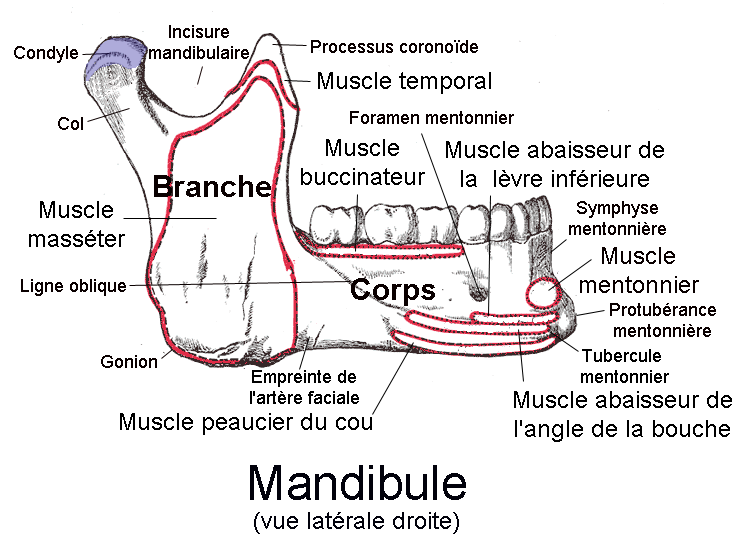
Anatomie de la mandibule

### Localisation

#### Portion dentée
- Symphysaire,
- parasymphysaire,
- branche horizontale ou corpus,
- angle.

#### Ramus ou branche montante
- Ramus vrai,
- coroné.

#### Condyle
- Sous condylienne basse,
- sous-condylienne haute,
- sous capitale,
- capitale (ou diacapitulaire).

### Comminution
- Fracture simple (1 trait de fracture),
- fracture avec 2e fragment (2 traits de fracture),
- fracture comminutive (plusieurs traits de fracture).

### Nombre de fractures
50% des fractures de mandibule sont au minimum double.
- Unifocale (1 fracture),
- bifocale (2 fractures),
- trifocale (3 fractures),
- plurifocale (> 4 fractures).

Certaines associations sont classiques et plus  fréquentes. Elles sont directement secondaires au type de traumatisme en jeu.

Par exemple, une fracture bifocale associant une fracture parasymphysaire gauche et une fracture de l'angle droit est souvent liée à un traumatisme par coup de poing type crochet donné par un droitier. Une fracture trifocale associant une fracture symphysaire et 2 fractures des condyles est souvent secondaire à un choc violent sur le menton.